# Cyrtopodium glutiniferum
Cyrtopodium glutiniferum là một loài thực vật có hoa trong họ Lan. Loài này được Raddi mô tả khoa học đầu tiên năm 1823.